# Maya Kuchenbecker
Maya Kuchenbecker (* 1972 in Heidenheim) ist eine ehemalige deutsche Basketballspielerin.

## Laufbahn
Kuchenbecker nahm als Auswahlspielerin des Deutschen Basketball Bundes an der U16-Europameisterschaft 1987 teil.
In der Saison 1993/94 startete sie mit dem Heidenheimer SB in der 1. Damen-Basketball-Bundesliga. Trotz Topscorerin Kirsten Brendel – sie war in der Bundesliga-Hauptrunde mit 22,5 Punkten je Einsatz zweitbeste Korbschützin der Liga – wurde der Klassenerhalt verpasst.